# محمدمهدی علیشاهی
محمدمهدی علیشاهی (زاده ۱۳۳۴ تهران) استاد دانشگاه شیراز، چهرهٔ ماندگار مهندسی مکانیک کشور در سال ۱۳۸۹ و یکی از برگزیدگان دومین دوره جایزه علمی علامه طباطبایی بنیاد ملی نخبگان در سال ۱۳۹۱ می باشند. . او عضو پیوسته فرهنگستان علوم نیز می‌باشد.

## زندگی
علیشاهی مدرک کارشناسی‌ارشد و دکترای هوا فضا را از دانشگاه MIT آمریکا(مؤسسه فناوری ماساچوست) دریافت کرده‌است. علیشاهی دو بار به عنوان استاد ممتاز پژوهشی در دانشگاه، دوبار به عنوان استاد منتخب آموزشی دانشگاه شیراز شناخته شد. تحقیقات وی در زمینه‌های آیرو دینامیک و مکانیک سیالات عددی و کار بردی، دینامیک پرواز و مشابه سازی پروازی است. علیشاهی پیشکسوت هوا فضا در ایران و مؤسس بزرگترین آزمایشگاه تونل باد در حد صوت خاورمیانه در کشور است.